# Лодий, Зоя Петровна
Зоя Петровна Лодий (18 (30) июня 1886, Тифлис — 24 декабря 1957, Ленинград) — российская певица (лирическое сопрано). Прославилась как одна из лучших камерных певиц своего времени. Заслуженный деятель искусств РСФСР (1957). Заслуженный артист РСФСР (1938).

## Биография
Отец — известный певец Лодий, Петр Андреевич, мать пианистка Е. М. Лодий-Елисеева. Дедушка по отцу — известный певец Лодий, Андрей Петрович.
Начала обучаться пению под руководством отца. Совершенствовалась в вокальном искусстве у И.Тартакова, брала также уроки у А. Жеребцовой-Андреевой, в 1908 — в Италии у В. Ванцо; в 1909 окончила Петербургскую консерваторию по классу Н. А. Ирецкой. Начала концертировать в 1906, в 1910 выступала в Ницце и Париже, затем в России. Выступала в Петербурге в составе первого петербургского Камерного кружка под руководством В. Каратыгина. После революции участвовала в концертах для красноармейцев и рабочих, много гастролировала, в том числе за рубежом.
Составляла программы для выступлений, посвященные творчеству композиторов — Ф. Шуберта (циклы «Прекрасная мельничиха» и «Любовь поэта»), Л. Бетховена (цикл «К далёкой возлюбленной»), М. Мусоргского («Детская»). В репертуаре певицы были представлены произведения разных композиторов: А. Алябьев, А. Гурилев, П. Булахов, А. Варламов, М. Глинка, А. Даргомыжский, П. Чайковский, А. Аренский, С. Рахманинов, И. Стравинский; И. С. Бах, Г. Ф. Гендель, Г. Перселл, Дж. Перголези, В. А. Моцарт, Дж. Россини, И. Брамс, Э. Григ, Я. Сибелиус. Исполняла романс, написанный её дедом А. Лодием «Где вы, счастливые дни». Критик Ю. Энгель писал про неё: «Это — одна из тех артисток, которые умеют не только вызвать к бытию потенциальную жизнь песни, но и претворить её в своем личном воссоздании до чего-то неповторяемо индивидуального, до паки творчества» (цитируется по: Лодий, Зоя Петровна // Большая русская биографическая энциклопедия (электронное издание). — Версия 3.0. — М.: Бизнессофт, ИДДК, 2007.).
В 1929—1935 преподавала в Московской, в 1932—1957 — в Ленинградской консерваториях (с 1939 профессор).
В годы Великой Отечественной войны в осажденном Ленинграде выступала перед бойцами. Среди учеников: Л. Борисова-Морозова, О. Павлищева, Т. Салтыкова, Е. Тропина, А. Халилеева, И. Алексеев, Н. Бутягин, Н. Гришанов, П. Киричек, А. Малюта, Э. Хиль.
Муж — Сергей Александрович Адрианов. «Всего себя, свою эрудицию, все свои чувства он посвятил Зое».
Скончалась 24 декабря 1957 года. Похоронена на Новодевичьем кладбище в Москве.

Могила З. И. Лодий на Новодевичьем кладбище в Москве

## Награды и звания
- Орден Трудового Красного Знамени (17 ноября 1949)[3].
- Заслуженный деятель искусств РСФСР (1957).
- Заслуженный артист РСФСР (21.02.1938)